# Adamstown
Adamstown je maleno rasipano naselje na sjevernoj strani otoka Pitcairn i najmanji glavni grad na svijetu.
Adamstown dobiva ime po posljednjem preživjelom članu posade (Johnu Adamsu) s broda Bounty, koji su se na otok iskrcali 1790. godine. Iskrcalo se 9 pobunjenih pomoraca na čelu s Fletcherom Christianom, u pratnji 12 Tahićanki i 6 Tahićana.
Ovo naselje-glavni grad, po podacima iz 2006., ima 50 stanovnika, bez hotela je i gostinjskih kuća. Transport na otoku vrši se moto-biciklima, a nema ni asfaltnih putova. Pitkernci, jedini građani Adamstowna, najmanja su nezavisna etnička zajednica na svijetu. Svi su po vjeri pripadnici adventističke crkve, pa na otoku i u 'gradu' nema ni alkohola ni duhana. Povrtlarstvo (tropske i suptropske kulture) i ribarenje glavno je zanimanje stanovnika Adamstowna.  Naselje se nalazi poviše zaljeva Bounty Bay, na kojemu je bio usidren brod Bounty, i gdje je bio zapaljen, iz straha da se ne bi morali vratiti u Englesku, na suđenje. Od povijesnih lokaliteta postoji još grob Johna Adamsa i pećina Fletcher Christian's Cave.

## Vanjske poveznice
- Pitcairn Island  Arhivirana inačica izvorne stranice od 16. listopada 2006. (Wayback Machine)